# 133ª Squadriglia radar remota
La 133ª Squadriglia radar remota (133ª Sq.R.R.) (callsign:  Fionda) è un ente dell'Aeronautica Militare situato a San Giovanni Teatino (CH), precedentemente nota come 33º Gruppo radar dell'Aeronautica Militare.
Lo scopo della stazione è quello di concorrere alla salvaguardia dello spazio aereo nazionale garantendo l'efficienza del sensore radar e concorrere alla capacità di comunicazione terra/bordo/terra. Per le attività di gestione del personale e dei materiali affidati, la stazione si avvale del supporto logistico e amministrativo del 32º Stormo di Amendola.
Nell'ottica di un ridimensionamento delle risorse destinate all'Aeronautica nel decennio 2013-2024 la stazione radar è stata remotizzata, ed è posta alle dipendenze della 4ª Brigata telecomunicazioni e difesa aerea di Borgo Piave (LT).
Attualmente il sistema d'arma in dotazione alla Squadriglia è il sensore radar AN/FPS-117, installato nel 1995 e di recente ammodernamento, collegato con le sale operative del GRCDA di Poggio Renatico (FE) e del 22º Gruppo radar di Licola (NA) alle quali trasmette i dati di avvistamento e tracciamento dei velivoli acquisiti.

## Storia

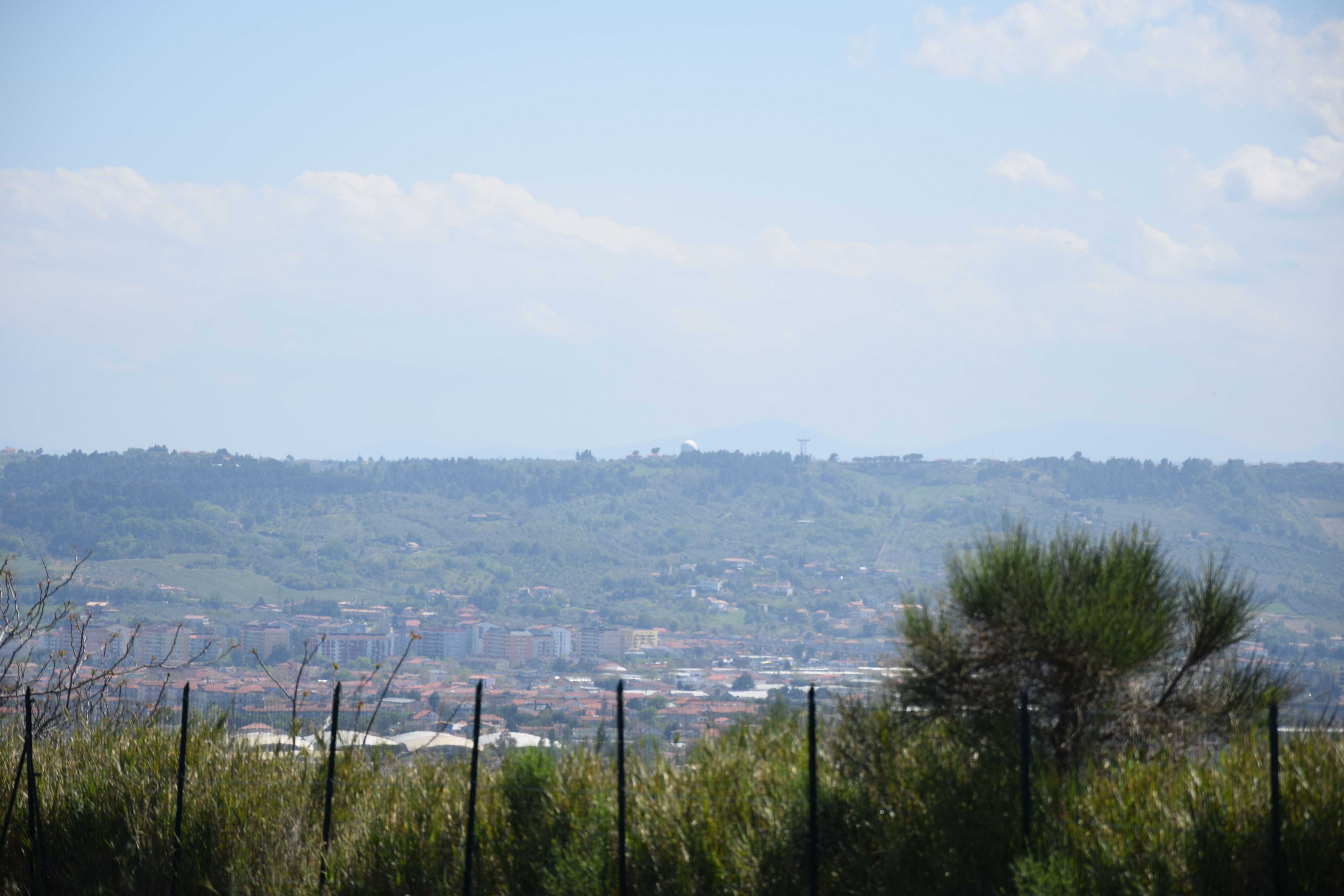
Le strutture viste dalle colline di Pescara

L´aeroporto di Pescara è stata la sede logistica del 33° Gr.R.A.M. (Gruppo radar Aeronautica Militare) dall'agosto del 1960, quando un nuovo sito radar fu costituito nel comune di San Giovanni Teatino e iniziò ad operare l´anno successivo, alle dipendenze del Centro Operativo della Terza Regione Aerea.
Nel 1976 gran parte della superficie aeroportuale fu ceduta dall'Aeronautica Militare all´aviazione civile, fatta eccezione per il sedime occupato dalle strutture logistiche del 33° CRC (Centro di riporto e controllo).
Nel 1984 il sito radar assunse la denominazione di 33º Gruppo Radar e continuò a operare nell'ambito della Difesa Aerea e conservando sostanzialmente inalterato il proprio assetto fino all´aprile del 1994, anno in cui iniziarono una serie di lavori finalizzati all´aggiornamento tecnologico delle strutture radar esistenti.
La nuova configurazione operativa nella sede di San Giovanni Teatino, avvenuta con la sostituzione dei radar di ricerca AN/FPS-8 e di quota AN/FPS-89 e la dismissione della sala operativa, portò alla trasformazione dell´ente da Gruppo radar a Testata radar remota, prevedendo anche una sostanziale riduzione di personale.
Il 4 agosto 1995 il nuovo sistema radar tridimensionale a lungo raggio AN/FPS-117 divenne operativo.
Il 1º giugno 1998 fu soppresso il Gruppo radar e la stazione fu rinominata 133ª Squadriglia radar remota di San Giovanni Teatino posta, per il tramite gerarchico del 22º Gr.R.A.M. di Licola e della Brigata spazio aereo.
Successivamente, il 1º maggio 2006 la Squadriglia passò, dal Comando della squadra aerea, alle dipendenze della 3ª Divisione del Comando logistico per confluire, il 31 dicembre 2006, nel nuovo 4° RTM (reparto tecnico manutentivo) di Borgo Piave, poi  4ª Brigata telecomunicazioni e difesa aerea.

## Equipaggiamenti
- dagli anni '70, radar di ricerca G.E. AN/FPS-8 e di quota AN/FPS-89;
- dal 4 agosto 1995, radar long range 3D AN/FPS-117.